# Jesús Catalá Ibáñez
Jesús Esteban Catalá Ibáñez (Villamarchante, Valencia, 22 de diciembre de 1949) es un obispo católico español. Ha sido: obispo auxiliar de Valencia (1996-1999), obispo de Alcalá de Henares (1999-2008) y es obispo de Málaga desde 2008. - hasta el 27 de junio de 2025 cuando el papa León XIV aceptó su renuncia.

## Biografía
Ingresó a los once años en el Seminario Metropolitano de Valencia, donde cursó el bachillerato elemental y superior (1961-1967) y los estudios eclesiásticos (1968-1974). Fue ordenado diácono en 1973, ministerio que ejerció durante tres años.  Obtuvo la Diplomatura en Teología en la Universidad Pontificia de Salamanca (1973) y la Licenciatura en Teología en la Facultad de Teología San Vicente Ferrer de Valencia (1976). Recibió la ordenación sacerdotal, el 3 de julio de 1976, siendo nombrado párroco de los pueblos de Rotglá y Corbera y de la Granja de la Costera. Simultaneó este ministerio con el de profesor de Religión en un Instituto de Enseñanza Media Luis Vives y en el Seminario Menor, en Játiva.
En 1978 fue destinado a la Delegación diocesana de Pastoral Vocacional, colaborando al mismo tiempo con el equipo de formadores del Seminario Diocesano y con la Delegación diocesana del Clero.
Obtuvo la Licenciatura en Filosofía y Ciencias de la Educación en la Universidad de Valencia (1981), donde colaboró en investigaciones publicadas por el Departamento de Historia de la Psicología. Participó en los Congresos Internacionales de Psicología celebrados en Alicante-España (1981) y en Múnich (Alemania) (1985).
En 1982 fue nombrado párroco de San Carlos Borromeo de Albal, colaborando simultáneamente con las Delegaciones diocesanas de Pastoral Vocacional y de Catequesis.
Enviado a Roma para ampliar estudios, residió en el Pontificio Colegio Español de San José y colaboró en la parroquia romana de “San Paolo della Croce". En la Pontificia Universidad Salesiana realizó los cursos de doctorado en Teología Pastoral y Catequética (1984-1986).
Participó como asistente de la Secretaría General del Sínodo de los Obispos (Vaticano) en la II Asamblea General Extraordinaria (1985), colaborando a tiempo parcial hasta 1986 y desde 1987 como Oficial de dicha Secretaría.
Desde entonces, y hasta su nombramiento episcopal, participó en todas las asambleas sinodales: sobre los laicos (1987); sobre la formación sacerdotal (1990); para Europa (1991); para África (1994); sobre la vida consagrada (1994); para el Líbano (1995). Ha publicado varias colaboraciones y artículos sobre temas sinodales y dado diversas conferencias sobre estos temas.
En 1996 obtuvo el doctorado en Teología Dogmática en la Pontificia Universidad Gregoriana de Roma, con una tesis sobre el análisis de revista Concilium. Acompañó a Juan Pablo II en tres viajes apostólicos a África: Costa de Marfil (1990), Angola (1992) y Uganda (1993).

### Episcopado
El 25 de marzo fue nombrado obispo titular de Urusi y auxiliar de Valencia, siendo ordenado el 11 de mayo de 1996 en la catedral de Santa María de Valencia.
El 27 de abril de 1999 fue nombrado obispo de Alcalá de Henares, cargo que desempeñó hasta 2008.Tomó posesión de la sede alcalaína el 3 de julio de 1999.
El obispo se manifestó en contra del matrimonio igualitario y de la adopción homoparental durante una entrevista publicada por el Diario de Alcalá, en octubre de 2004. A lo largo de la extensa entrevista calificó a la homosexualidad como «una anormalidad psicológica», «aberración» o «desviación» —y a los homosexuales como «invertidos»—, y defendió las terapias de reorientación sexual.
El 10 de octubre de 2008 fue nombrado obispo de Málaga, tomando posesión el 13 de diciembre de ese año.
La justicia archivó una causa contra monseñor Catalá por un presunto delito de incitación al odio y discriminación, en relación con unas declaraciones realizadas por el prelado en un encuentro con escolares malagueños en abril de 2014, en las que supuestamente habría comparado el matrimonio igualitariocon la unión entre un anciano y un bebé o entre una persona y un perro. Tanto el Obispado como los directores de los colegios presentes en aquel acto, señalaron que sus palabras habían sido tergiversadas, manipuladas y descontextualizadas por algunos medios de comunicación. En el auto judicial se estima finalmente que «no se tiene certeza de que la versión aportada se ajuste a la realidad» y que, en cualquier caso, «el obispo, cuando expresa su criterio acorde con la doctrina de la Iglesia católica, esto es, una posición crítica hacia la homosexualidad, se encuentra amparado por la libertad de expresión y libertad religiosa».
Fue aceptada su renuncia al gobierno pastoral de la diócesis de Málaga el 27 de junio de 2025, por límite de edad, permaneciendo como administrador apostólico sede vacante hasta el 13 de septiembre.

### Cargos en la Conferencia Episcopal Española
En la Conferencia Episcopal Española ha sido miembro de diversas Comisiones: Relaciones Interconfesionales (1996-1999), Seminarios y Universidades (1999-2002), Doctrina de la Fe (2002-2005), Enseñanza y Catequesis (1996-2005). Y es miembro de Comisión Permanente (desde 2011), y de la Comisión Ejecutiva (2020-2024).
También ha presidido la Comisión Episcopal de Pastoral (2005-2011) y la Comisión Episcopal del Clero (desde 2011).
Actualmente es, desde marzo de 2024, miembro de la Comisión Episcopal para el Clero y Seminarios.